# Skogsbranden i Spannarboda 1914
Skogsbranden i Spannarboda 1914 eller Spannarbodabranden var en skogsbrand som härjade sommaren 1914 i Spannarboda i Fellingsbro socken, Örebro län.

## Historik
Skogsbranden orsakades av gnistor från ett tåg den 23 juli 1914, och startade en kilometer norr om Spannarboda järnvägsstation i Fällingsbro. På grund av torr vegetation och blåst spred sig branden snabbt och kom att omfatta 5 000 tunnland skog. Omkretsen på branden var tre mil. Sex gårdar med bostadshus, ladugårdar och ekonomibyggnader brann ner.
Den 24 juli 1914 arbetade omkring 3 000 man med att släcka branden, varav 1 200 man militär. Hjälp begärdes från Stockholms brandkår, som sände två ångsprutor och tvåtusen meter slang. Båda dessa sprutor arbetade över 400 timmar. Efter en vecka var branden begränsad.
Eldgränsen var då Spannarboda, Hundmossen, Torshällsmossen, Norrsjön, Stenkärrsmossen, Kvarnmossen, Hallfallsmossen, Svarttjärn, St Lien, Bråten, Fall och Spannarboda.
Branden var denna sommars största skogsbrand. Efteråt byggdes ett sågverk där den brandskadade skogen förädlades.
Bygdegården Sveaborg i Spannarboda har en utställning om skogsbranden.

## Galleri

Ruinerna av Iskarbo smedja efter Spannarbodabranden.
Ångspruta i arbete under Spannarbodabranden.
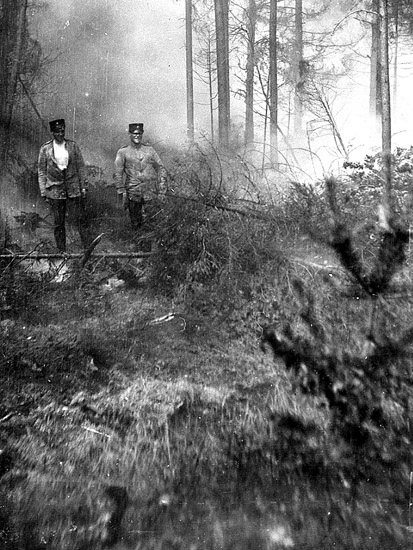
Värnpliktiga ur Livregementets grenadjärer (I 3) under släckning av skogsbranden.
Militärförläggning vid Grönbo under Spannarbodabranden.
Avbränd skog vid Spannarbodabranden.